# Passiflora securiclata
Passiflora securiclata är en passionsblomsväxtart som beskrevs av Maxwell Tylden Masters. Passiflora securiclata ingår i släktet passionsblommor, och familjen passionsblomsväxter. Inga underarter finns listade i Catalogue of Life.